# 타간트주

타간트주

타간트주(아랍어: ولاية تكانت, 프랑스어: Tagant)는 모리타니 중남부에 위치한 주로, 주도는 티지크자이며 면적은 95,200km2, 인구는 61,984명(2000년 기준)이다. 북쪽으로는 아드라르주, 동쪽으로는 호드에슈샤르기주, 남쪽으로는 호드엘가르비주와 아사바주, 서쪽으로는 브라크나주와 인접해 있으며 3개 현(무제리야현, 티시트현, 티지크자현)을 관할한다.